# Daniel Köfer
Daniel Köfer (* 16. Juni 1973 in Neuwied) ist ein deutscher politischer Beamter (CDU). Seit Januar 2024 ist er Staatssekretär im Hessischen Ministerium für Landwirtschaft und Umwelt, Weinbau, Forsten, Jagd und Heimat.

## Leben
Köfer studierte Rechtswissenschaft an der Johannes Gutenberg-Universität Mainz. Nach dem zweiten juristischen Staatsexamen begann er seine Tätigkeit in der Verwaltung des Hessischen Landtags. Von 2006 bis zu seiner Ernennung zum Staatssekretär 2024 war Köfer schließlich in verschiedenen Funktionen im Hessischen Ministerium für Wissenschaft und Kunst tätig: Er war von 2006 bis 2008 Leiter des Büros von Minister Udo Corts und anschließend stellvertretender Leiter bzw. Leiter verschiedener Abteilungen des Ministeriums; zuletzt war er von 2020 bis 2024 Leiter der Zentralabteilung.
Seit dem 18. Januar 2024 ist Köfer Staatssekretär im Hessischen Ministerium für Landwirtschaft und Umwelt, Weinbau, Forsten, Jagd und Heimat.
Köfer ist verheiratet.